# 杰拉尔丁·里士满
杰拉尔丁·李·里士满（Geraldine Lee Richmond，1953年1月17日—） 是一名美国化学家与物理化学家，以及现任美国能源部科学能源部副部长里士满于2021年11月5日被美国参议院确认担任能源部的职务。里士满是俄勒冈大学的科学主席和化学教授。她进行了解复杂表面和界面的化学和物理的基础研究。这些研究与能源生产、大气化学和环境的修复最为相关。她致力于增加美国以及非洲、亚洲和南美洲许多发展中国家的女科学家。里士满曾担任美国科学促进会的主席，并获得了2013年国家科学奖。

## 教育
里士满于1975年在堪萨斯州立大学获得化学学士学位，于1980年在加利福尼亚大学柏克萊分校获得物理化学博士学位。

## 职业生涯
从1980年到1985年，她在布林莫尔学院担任化学助理教授。1985年以来，里奇蒙德一直在俄勒冈大学工作，从1985年到1991年担任化学副教授，从1991年起担任教授。直到1995年，她是化学物理研究所的主任。1998年至2001年，她担任菲利普·H·奈特文理学院教授。在2002年至2013年期间，她是俄亥俄大学的理查德 M. 和帕特里夏 H. 诺伊斯化学教授。 里士满的科学研究涵盖了复杂表面和边界层中发生的化学和物理过程包括固体/液体和液体界面的结构和热力学特性。她许多工作利用振动频光谱学来研究固体的表面和界面。她关于该技术的评论自发表以来已被引用了近800次。
利用这些光谱技术研究水、重水和HOD的混合物，里士满研究了氢键表面结构和界面区域的性质。  她还研究了这些结构是如何被初级卤化钠盐等电解、酸、碱、表面活性剂所扰乱的。在研究水在疏水表面的行为时，里士满发现，有机相中的较弱的偶极子对界面附近的单个水分子的定向更为有效。水性/疏水性界面的相互作用，以及在这种环境中电荷的溶剂化对于理解诸如细胞膜边界的生物化学特性非常重要。由于类似的原因，对像氨基酸这样的两性离子物种的研究也一样重要。
1997年，里士满与珍妮·E·彭伯顿共同创立了COACh；里士满目前是其主任。 位于俄勒冈大学的COACh基层组织，组织国际会议并提供职业建设讲习班，旨在增加美国和许多发展中国家的女科学家的数量和成功。 迄今为止，已有超过22000名妇女参加了COACh职业建设讲习班。

## 进入政府
1999年到2003年，里士满被约翰·基茨哈伯任命俄勒冈州高等教育委员会成员。2004年至2006年，她被泰德·库隆戈斯基重新任命。1998年至2003年，她担任能源部基础能源科学咨询委员会（BESAC）的主席。2014年，里士满当选为美国科学促进会主席，任期自2015年2月开始。2014年，她被约翰·福布斯·凯瑞任命为下湄公河国家的科学特使。她被奥巴马总统任命为{{le|国家科学委员会|National Science Board]]成员，任期为2012-2016年，并由特朗普总统重新任命，任期为2016-2022年。自2016年以来，她担任美国艺术与科学学院的秘书。她也担任了科学研究荣誉学会Sigma Xi的2019-2020年主席。
里士满是俄勒冈大学国家科学基金会资助的大学生研究经验（REU）项目的主任。 该项目开始于1987年，是美国运行时间最长的REU项目之一。在REU项目实施的30多年里，它已经接待了来自全国各地的400多名本科生，其中90%继续读研究生。 

## 获奖
- 1989 科布伦茨学会光谱学奖[27]
- 1993 美國物理學會会员, “表彰通过对非线性光学现象的创新应用，对理解界面的动力学做出的开创性贡献”[28]
- 1996 美国化学学会弗朗西斯-P-加文-奥林奖章（英语：Garvan-Olin Medal）[29]
- 1997 科学和工程指导卓越总统奖[30]
- 2001 俄勒冈州科学院，俄勒冈州杰出科学家奖[31]
- 2003 美国科学促进会会员[32]
- 2004 英国皇家化学学会斯皮尔斯奖章[33]
- 2006 化学研究理事会多元化奖[34]
- 2006 美国文理科学院会员[35]
- 2008 博梅-米歇尔森奖[36]
- 2008 科学界妇女协会（英语：Association for Women in Science）会员[37]
- 2011 美国化学学会会员[38]
- 2011 美国化学学会乔尔·亨利·希尔德布兰奖 “表彰非线性光学光谱和液体表面建模的开创性应用，以及由此产生的对液体界面的水结构和结合的新认识” [39]
- 2011 美国国家科学院成员[40]
- 2013 美国化学学会查尔斯·拉瑟罗普·帕森斯奖（英语：Charles Lathrop Parsons Award），“通过倡导高等教育、在国家科学政策中提供明智的建议和领导，以及为女性化学家不懈地倡导，为化学界提供了杰出的公共服务” [41]
- 2013 戴维森-格梅尔奖（英语：Davisson-Germer Prize） 獲獎項目: 利用非線性光學光譜對液體-液體和液體-空氣界面的分子結構和組織進行優雅的闡釋[42]
- 2013 美国国家科学奖章[43][44][45]以表彰 "她对水的分子特性的里程碑式的发现；表彰她创造性地展示了她的发现如何影响许多关键的生物、化学和技术过程；表彰她在美国和全球范围内为促进妇女参与科学所做的非凡努力"
- 2014 匹兹堡光谱学协会的匹兹堡光谱学奖[46]
- 2017 伊利诺伊理工学院名誉博士学位[47]
- 2017 堪萨斯州立大学名誉博士学位[48][49]
- 2018 西北地区美国化学学会莱纳斯・鲍林奖（英语：Linus Pauling Award）
- 2018 美国化学学会普利斯特里奖[50]
- 2019 莱纳斯·鲍林遗产奖，俄勒冈州立大学
- 2020 俄勒冈州历史制作者，俄勒冈州历史学会[51]
- 2020 卡内基梅隆大学德森奖（英语：Dickson Prize）[52]